# Kirche Weißbach (Schmölln)

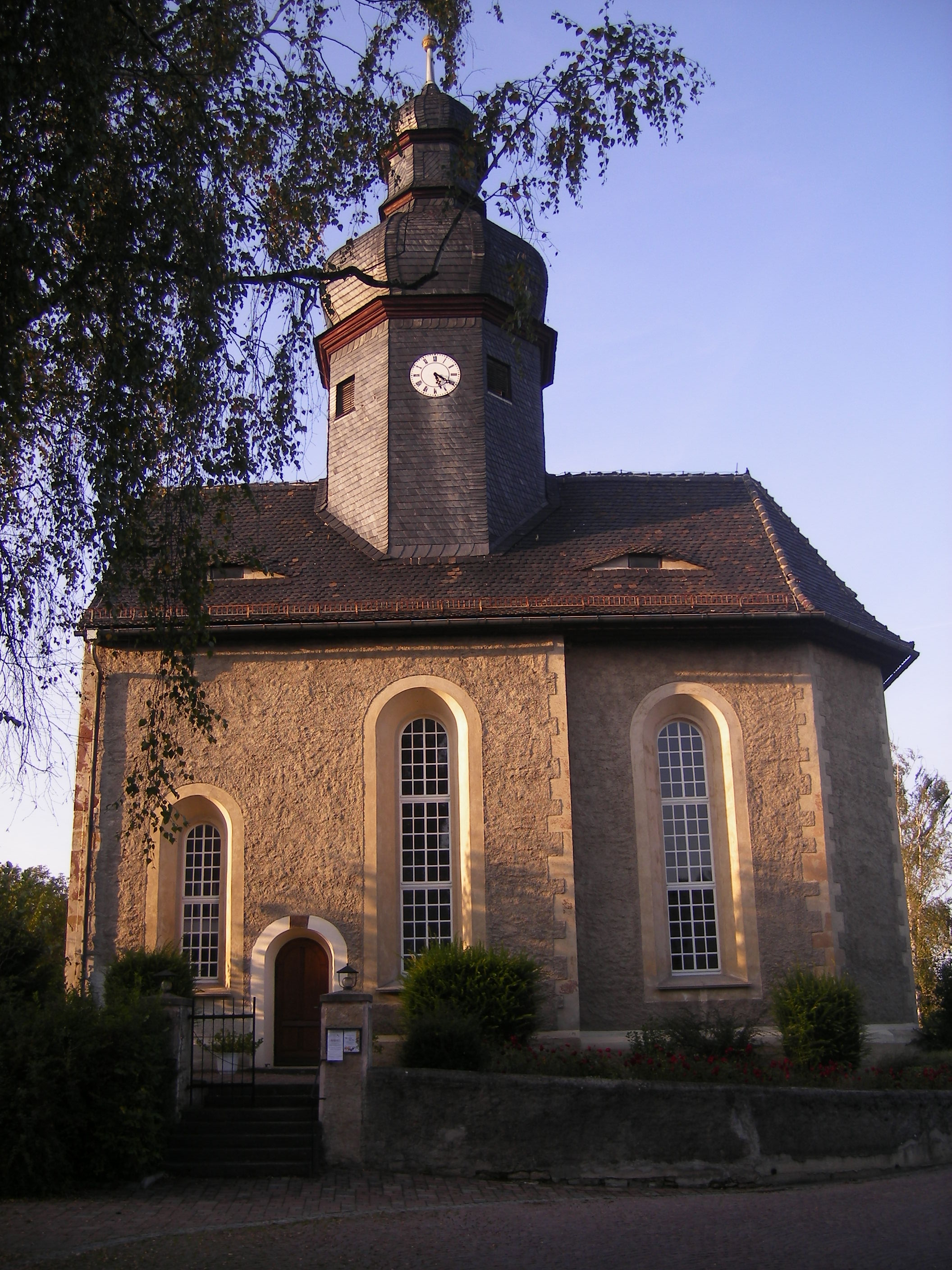
Kirche Weißbach

Die evangelisch-lutherische denkmalgeschützte Kirche Weißbach steht in Weißbach, einem Ortsteil der Stadt Schmölln im Landkreis Altenburger Land in Thüringen. Die Kirchengemeinde Weißbach gehört zum Pfarrbereich Schmölln I des Pfarrbereichs Schmölln im Kirchenkreis Altenburger Land der Evangelischen Kirche in Mitteldeutschland.

## Beschreibung
Die ursprünglich gotische Saalkirche wurde nach einem Dorfbrand 1603 sowie 1869 erneuert. Der leicht eingezogene Chor hat einen dreiseitigen Abschluss. Aus dem Satteldach erhebt sich ein achtseitiger schiefergedeckter Dachreiter, der mit einer bauchigen Haube bedeckt ist, die sich in einer Laterne fortsetzt. Der Innenraum ist mit einer Flachdecke überspannt. Die Kanzel von 1676 steht auf der Empore. Die Orgel mit 8 Registern, verteilt auf ein Manual und Pedal, wurde 1793 von Christian Gottlob & Gotthold Heinrich Donati gebaut und um 1830 von Ernst Poppe & Sohn restauriert.